# Thysanotus newbeyi
Thysanotus newbeyi är en sparrisväxtart som beskrevs av Norman Henry Brittan. Thysanotus newbeyi ingår i släktet Thysanotus och familjen sparrisväxter. Inga underarter finns listade i Catalogue of Life.